# Veronica Whall

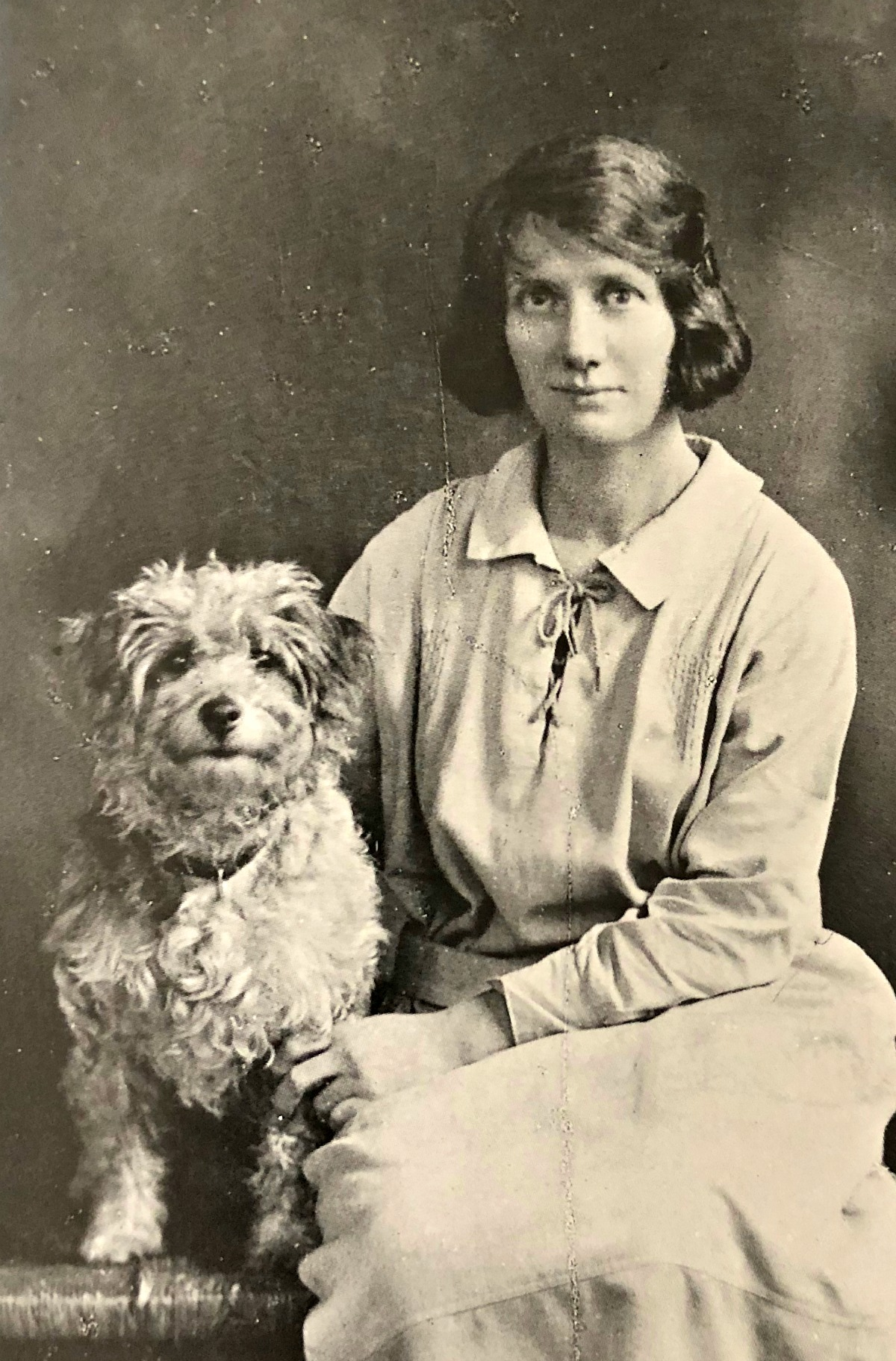
Veronica Whall (1915)

Veronica Mary Whall (* 8. April 1887 in Stonebridge bei Dorking, Surrey; † 1967 in Cambridge) war eine britische Glasmalerin, Malerin und Illustratorin. Sie wird den Künstlern des Arts and Crafts Movements zugeordnet.

## Biographie

### Jugend und Ausbildung
Veronica Whall war eins von fünf Kindern der Porträtmalerin Florence Chaplin und des Glasmalers Christopher Whall, der ein führender Vertreter des Arts and Crafts Movement war. 1884, im Jahr der Eheschließung, zogen die Eheleute in den Weiler Stonebridge aufs Land, wo sie auch Tiere hielten. Die Kinder wurden zwischen 1885 und 1894 geboren.
Schon in jungen Jahren zeigte sich das künstlerische Talent von Veronica Whall. So zeichnete sie im Alter von 13 Jahren die Heilige Katharina für ein Fenster der Marienkapelle der Kathedrale von Gloucester. Der Vater nahm seine Tochter Veronica, ihre Mutter und ihre Geschwister häufig als Modelle für seine Glasmalerei-Entwürfe, und seine Tochter unterrichtete er in den Techniken der Malerei und der Glasmalerei. Whall besuchte die L.C.C. Central School of Art & Design, wo sie auch von ihrem Vater unterrichtet wurde, zudem arbeitete sie als Lehrling in dessen Werkststatt.

### Beruflicher Werdegang
Nach dem Abschluss ihrer Ausbildung wurde Veronica Whall 1914 Assistentin und Designerin im Atelier ihres Vaters. 1922 gründeten Vater und Tochter in Hammersmith ein gemeinsames Unternehmen, das sie nach seinem Tod im Jahr 1924 mit ihrem Bruder Christopher fast 30 Jahre lang leitete. Whall & Whall Ltd. vollendete in dieser Zeit zahlreiche Glasmalereien für Kathedralen in England, Australien und Neuseeland sowie Mahnmale.
Wie ihr Vater arbeitete Veronica Whall mit Charles Sydney Spooner zusammen, der an der Central School of Art lehrte. 1916 leitete Spooner das Team, das an der Apsiskapelle arbeitete, die 1916 für die Arts and Crafts Exhibition in der Royal Academy of Arts geschaffen wurde; Whall und ihr Vater arbeiteten an dem Fries der Kapelle mit dem Titel Our Lady of the time of War. 1914 wurde sie im Atelier ihres Vaters zur Designerin befördert und arbeitete bis 1918 als Designerin.
Neben ihrer erfolgreichen Karriere als Glasmalerin war Veronica Whall auch als Malerin und Illustratorin tätig. Eines ihrer Werke, The Elf Hour, war ein viktorianisches Feen-Aquarell, das 1907 in der New Gallery in London ausgestellt wurde. 1912 illustrierte und kolorierte sie von Hand ein Buch in limitierter Auflage für John Lyly mit dem Titel Cupid & Campaspe. Sie schrieb, illustrierte und kolorierte auch ihr eigenes Buch, The Story of Peterkin in the Wood, das 1912 von ihrem Bruder Hew B. Whall gedruckt wurde. 1913 illustrierte sie das Buch Ships, sea songs and shanties mit Liedern, die ihr Onkel William Boultbee Whall, ein Seemann, gesammelt hatte. Einige ihrer Werke stellte sie 1914 auf der Ausstellung für dekorative Kunst in Paris aus.
Viele ihrer Werke außerhalb des Vereinigten Königreichs sind in Neuseeland zu finden, wie die in der Nurses' Memorial Chapel in Christchurch, die Whall im Auftrag von Joseph Davis anfertigte, sowie die Fenster Heiliger Franz von Assisi und Die Madonna mit Kind für die Methodistenkirche in Whalley. Sie schuf 73 Fenster für King Arthur’s Hall in Tintagel, Cornwall, die 1933 eröffnet wurde.
1953 zog sich Veronica Whall beruflich zurück. Sie ließ sich in Huntingdonshire nieder und widmete sich der Haltung von Ziegen und ihren Hunden. Sie starb 1967.

## Galerie

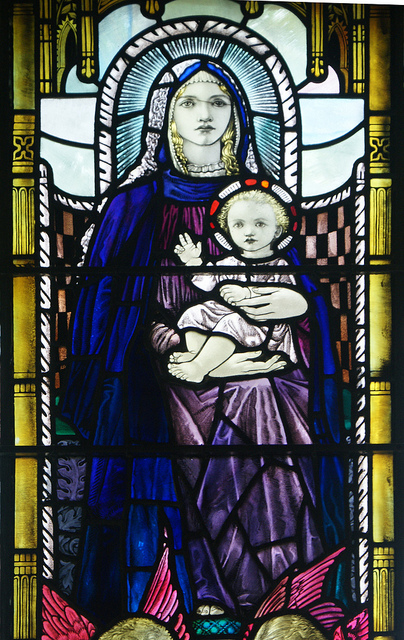
St John the Baptist window, Sussex, 1933
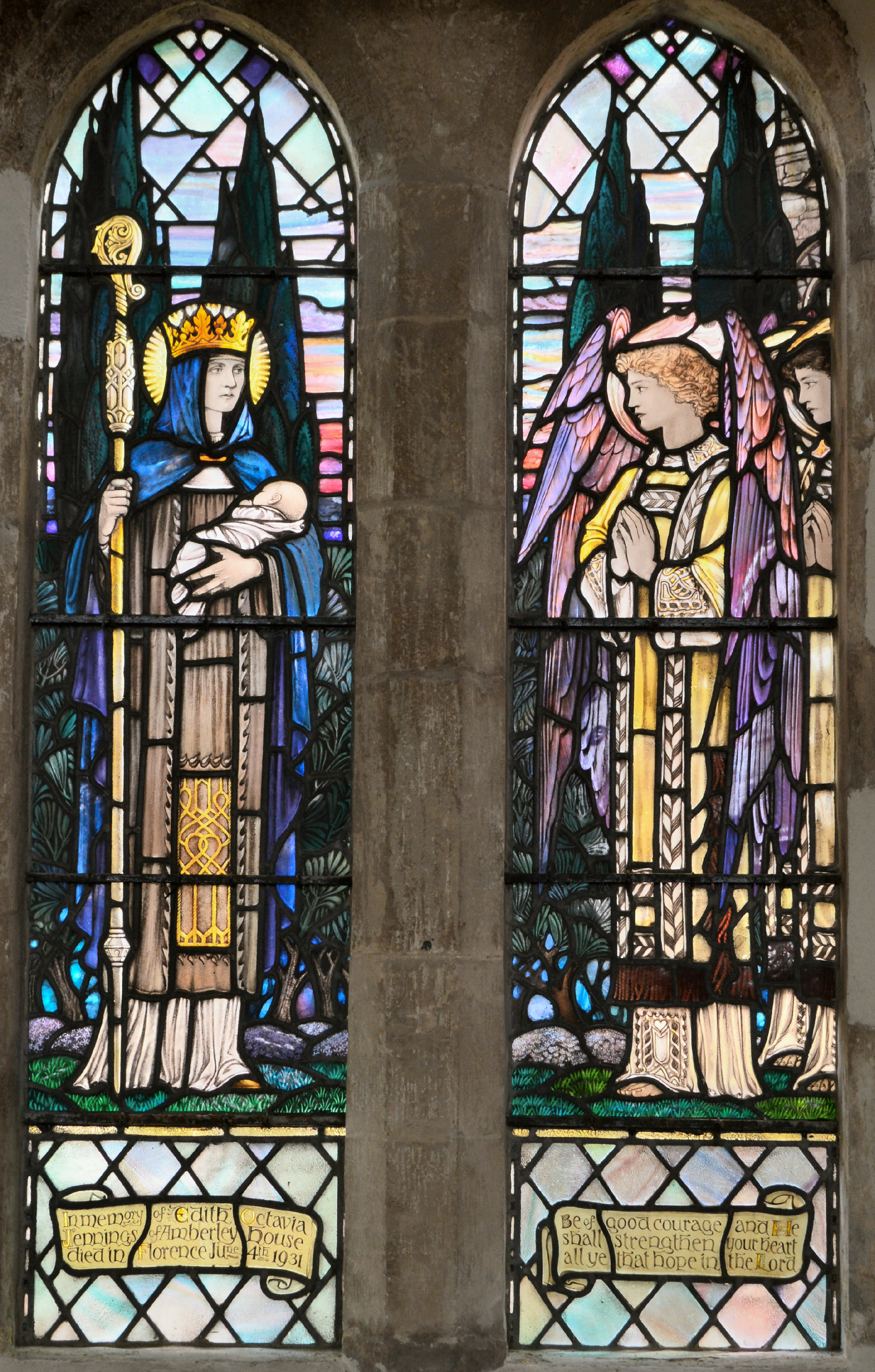
St. Michaels, Amberley
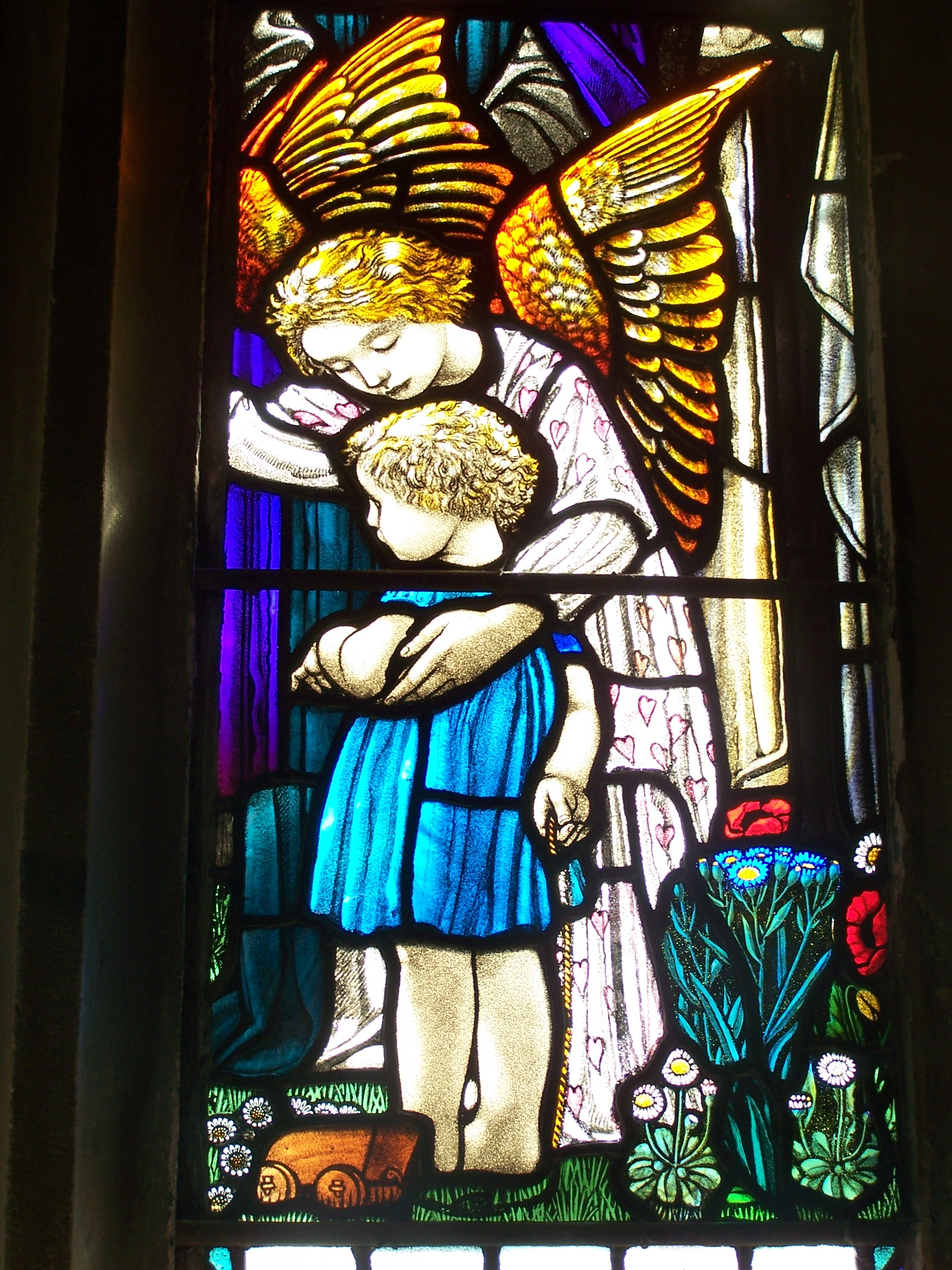
Keswick
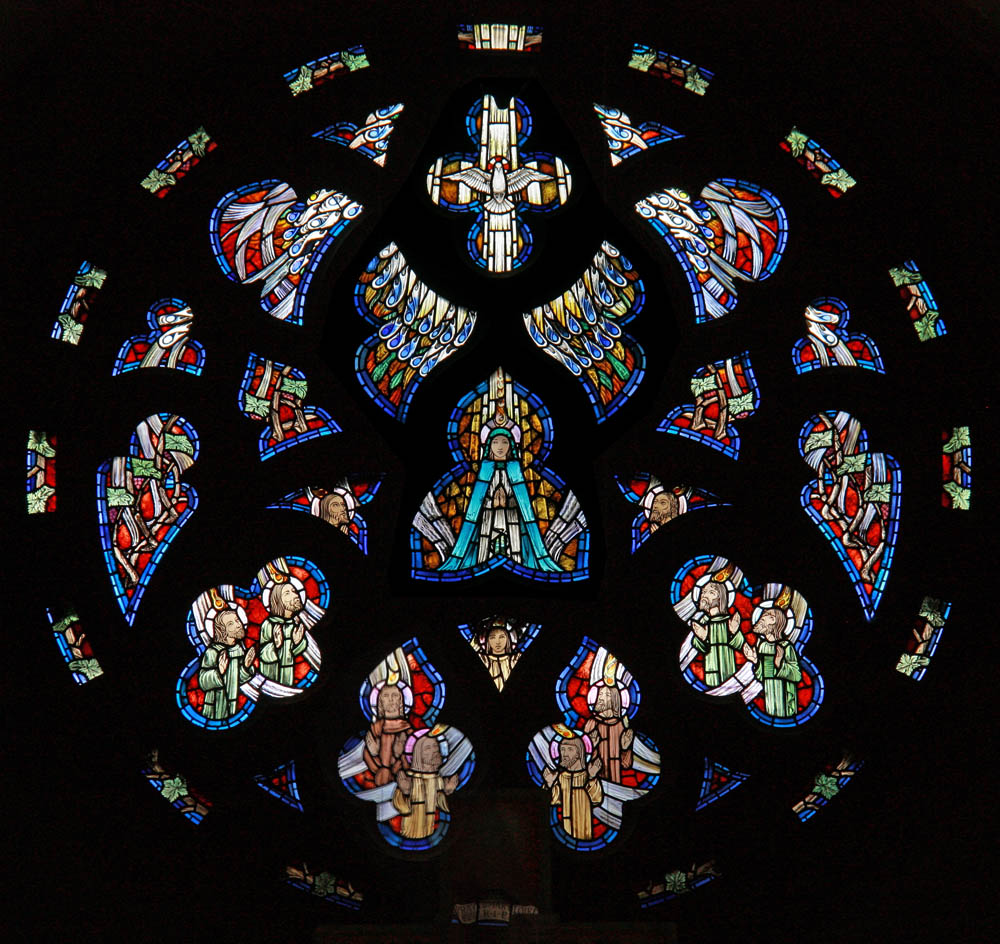
St Teresa of Avila, Chingford
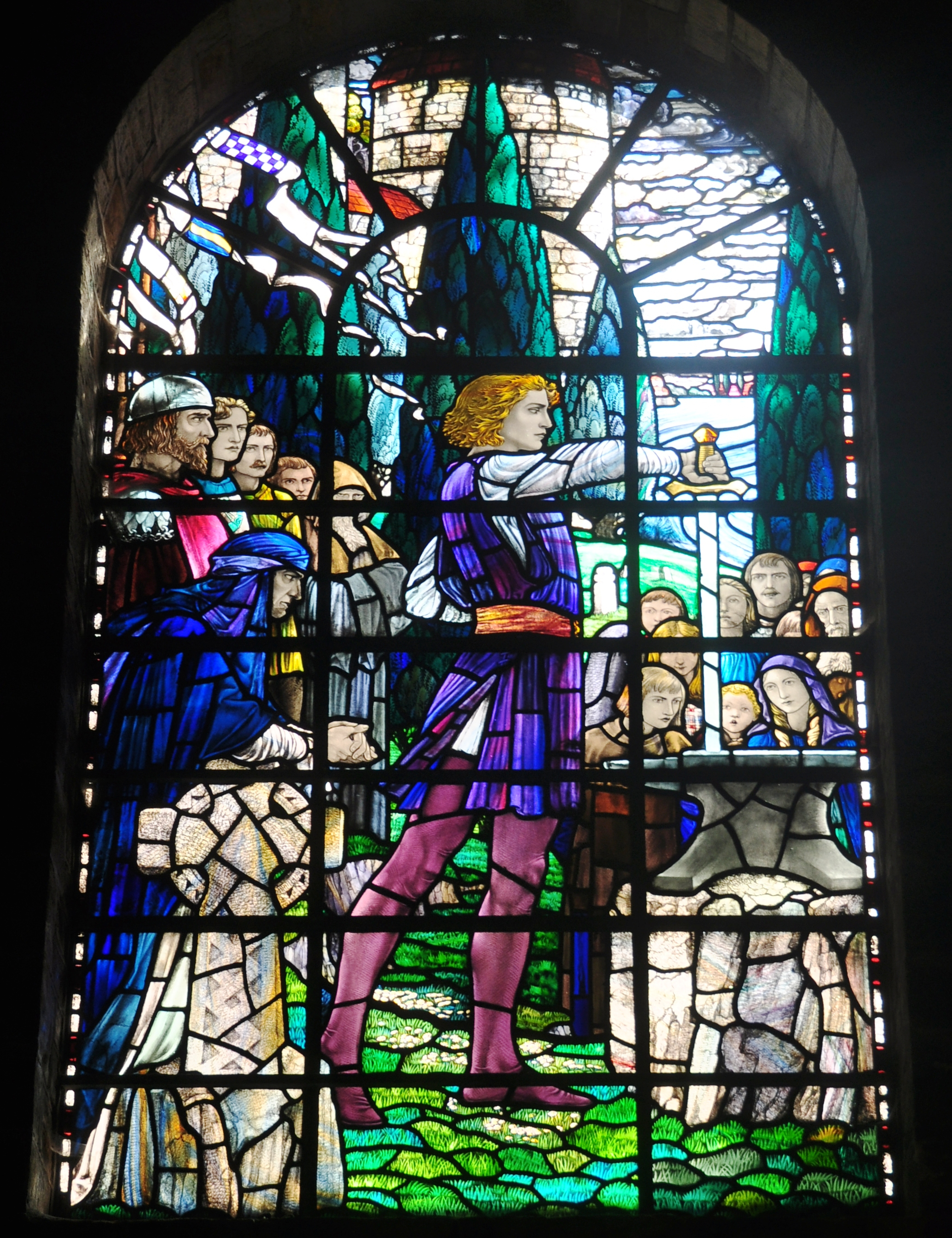
King Arthur's Great Halls, Tintagel
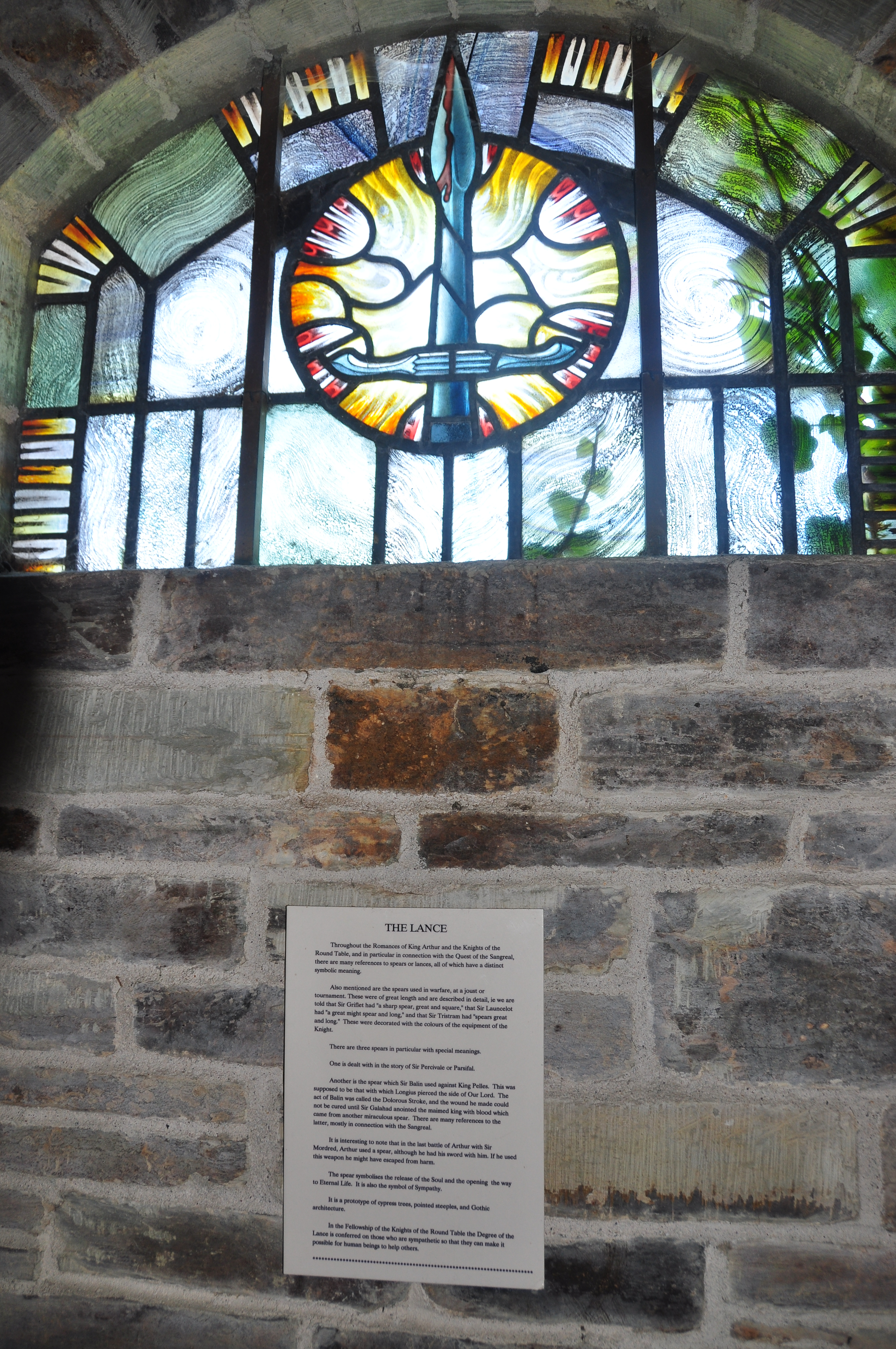
King Arthur's Great Halls, Tintagel